# Notre Ukraine (parti politique)
Pour les articles homonymes, voir Notre Ukraine.
Notre Ukraine (en ukrainien : Наша Україна, abrégé en NU) — connu jusqu'en 2009 sous la dénomination Union nationale « Notre Ukraine » (NSNU) — est un parti politique ukrainien de centre droit formé en 2005 pour soutenir l’action du président pro-occidental d'Ukraine Viktor Iouchtchenko.

## Historique

### Fondation
Le parti s'inscrit dans la continuité de la coalition Bloc Notre Ukraine, lancée en 2001 par Viktor Iouchtchenko. L'Union nationale Notre Ukraine (NSNU) est lancée le 5 mars 2005 par des partisans de celui-ci, devenu président du pays deux mois plus tôt. Mais le nouveau parti ne parvient pas à réunir tous les membres de la coalition dans lequel il s'inscrit.

### Au pouvoir
Le congrès fondateur de NSNU élit Viktor Iouchtchenko à la présidence d'honneur du parti, tandis que l'ancien vice-Premier ministre Roman Bezsmertnyi en prend la tête.
Lors des élections législatives de 2006, le parti se présente au sein du Bloc Notre Ukraine, qui recueille 14,0 % des suffrages exprimés. Aux élections législatives anticipées de l’année suivante, NSNU fait partie de la même coalition, qui, renommée « Notre Ukraine - Autodéfense populaire », recueille 14,2 % des voix.

### Déclin
En juin 2009, la fédération de Kiev refuse de participer au congrès du parti, après lequel le parti est renommé en « Notre Ukraine » (NU). À l'élection présidentielle de 2010, Viktor Iouchtchenko obtient seulement 5,5 % des suffrages exprimés, contre 39,9 % en 2005. Lors des élections locales qui suivent, le parti se présente seul, les coalitions n'ayant plus autorisées ; Notre Ukraine obtient 2,3 % des voix au niveau national, obtenant ses meilleurs scores dans ses fiefs historiques de Galicie et Volhynie.
À partir de 2011, il ne dépasse plus les 1 % dans les sondages,. Lors des élections législatives de 2012, alors qu'une fusion avec le Parti populaire ukrainien est envisagée (avant d'être finalement abandonnée), Notre Ukraine — avec Viktor Iouchtchenko pour tête de liste — obtient 1,1 % et aucun élu au Parlement,. 
En février 2013, la fédération de Kiev exclut Viktor Iouchtchenko du parti, avant que le conseil politique national ne revienne sur cette décision,,. Le mois suivant, un congrès se tenant à Kiev décide de dissoudre le parti, mais les autres sections dans le pays s'opposent à cette décision et organisent un nouveau congrès,. En septembre 2013, le parti perd son statut de membre observateur du Parti populaire européen car ne respectant plus les « principes » qui était les siens lors de sa création.
Face aux faibles intentions dont elle est créditée, Notre Ukraine renonce à se présenter aux élections législatives de 2014.

## Résultats électoraux

### Élection présidentielle
| Année | Candidat            | Premier tour | Premier tour | Premier tour |
| Année | Candidat            | Voix         | %            | Rang         |
| ----- | ------------------- | ------------ | ------------ | ------------ |
| 2010  | Viktor Iouchtchenko | 1 341 539    | 5,45         | 5e           |

### Élections législatives
| Année | Coalition                                  | %     | Élus     | Rang | Gouvernement                                      |
| ----- | ------------------------------------------ | ----- | -------- | ---- | ------------------------------------------------- |
| 2006  | Bloc Notre Ukraine                         | 13,96 | 71 / 450 | 3e   | Ianoukovytch II (2006), opposition (2006-2007)    |
| 2007  | Bloc Notre Ukraine - Autodéfense populaire | 14,16 | 60 / 450 | 3e   | Tymochenko II (2007-2010), opposition (2010-2012) |
| 2012  | Aucune                                     | 1,11  | 0 / 450  | 7e   | Extra-parlementaire                               |